# Côte grenadine
La côte grenadine (en espagnol : Costa Granadina) est une comarque appartenant à la province de Grenade en Espagne. Son chef-lieu est Motril.
Sa partie littorale allant de Nerja à Motril est surnommée la Costa tropical pour son climat particulièrement doux qui permet d'y cultiver des fruits tropicaux comme la mangue ou l'avocat.

## Liste descommunesde la comarque
- Albondón
- Albuñol
- Almuñécar
- Gualchos
- Ítrabo
- Jete
- Lentegí
- Los Guájares
- Lújar
- Molvízar
- Motril
- Otívar
- Polopos
- Rubite
- Salobreña
- Sorvilán
- Torrenueva Costa
- Vélez de Benaudalla

## Histoire
Cette région correspond à celle délimitée par la province depuis le XVIIIe siècle face à la Mer d'Alborán, qui s'appelait jusqu'alors « Mer de Grenade ». Sur ce territoire se trouvent les ports maritimes de la plus grande importance historique pour relier le Royaume de Grenade avec l'Afrique du Nord, comme Almuñécar, l'ancienne  Sexi d'origine phénicienne, avant le royaume nasride, dépendant de la taïfa d'Elvira. Les vestiges historiques les plus significatifs sont ceux de l'industrie romaine de la salerie, de l'aqueduc romain sur la vallée de Jete et des nombreuses tours de guet et tours de guet qui bordent la côte, ainsi que de petites hautes forteresses telles que comme Salobreña et Almuñécar.